# 宝林寺 (関市)
宝林寺（ほうりんじ）は岐阜県関市下白金にある十一面観世音菩薩を本尊とする臨済宗妙心寺派の寺院で、山号は万福山。中濃八十八ヶ所霊場15番札所である。
元和3年（1617年）に関梅龍寺8世夬雲玄孚の開創である。寛永5年（1628年）8月に津保川の洪水によって下白金村に薬師如来が流れ着いたため、薬師堂を建立して祀るようになった。この由来から薬師如来は流れ薬師と呼ばれ、病気平癒に験があるとして信仰されている。ほかに弘法大師を祀る。